# Библиография Хорхе Луиса Борхеса
Библиография писателя Хорхе Луиса Борхеса.

## Сборники рассказов

### Всеобщая история бесчестья / Historia universal de la infamia (1936)
- Жестокий освободитель Лазарус Морель / El espantoso redentor Lazarus Morell
- Беспардонный лжец Том Кастро / El impostor inverosímil Tom Castro
- Вдова Чинга, пиратка / La viuda Ching, pirata
- Преступных дел мастер Манк Истмен / El proveedor de iniquidades Monk Eastman
- Бескорыстный убийца Билл Харриган / El asesino desinteresado Bill Harriman
- Неучтивый церемониймейстер Котсуке-но-Суке / El incivil maestro de ceremonias Kotsuké no Suké
- Хаким из Мерва, красильщик в маске / El tintorero enmascarado Hákim de Merv
- Мужчина из Розового кафе / Hombre de la esquina rosada
- Et cetera / Etcétera
- Смерть богослова / Un teólogo en la muerte
- Зал статуй / La cámara de las estatuas
- История о двух сновидцах / Historia de los dos que soñaron
- Отсрочка/ El brujo postergado
- Чернильное зеркало / El espejo de tinta

### Вымышленные истории / Ficciones (1944)
- Предисловие / Prólogo
- Тлён, Укбар, Орбис Терциус / Tlön, Uqbar, Orbis Tertius
- Приближение к Альмутасиму / El acercamiento a Almotásim
- Пьер Менар, автор «Дон Кихота» / Pierre Menard, autor del Quijote
- В кругу развалин / Las ruinas circulares
- Лотерея в Вавилоне / La lotería en Babilonia
- Анализ творчества Герберта Куэйна / Examen de la obra de Herbert Quain
- Вавилонская библиотека / La biblioteca de Babel
- Сад расходящихся тропок / El jardín de senderos que se bifurcan
- Фунес, чудо памяти / Funes el memorioso
- Форма сабли / La forma de la espada
- Тема предателя и героя / Tema del traidor y del héroe
- Смерть и буссоль / La muerte y la brújula
- Тайное чудо / El milagro secreto
- Три версии предательства Иуды / Tres versiones de Judas
- Конец / El fin
- Секта Феникса / La secta del Fénix
- Юг / El Sur

### Алеф / El Aleph (1949)
- Бессмертный / El inmortal
- Мёртвый / El muerto
- Богословы / Los teólogos
- История воина и пленницы / Historia del guerrero y la cautiva
- Биография Тадео Исидоро Круса (1829—1874) / Biografía de Tadeo Isidoro Cruz (1829—1874)
- Эмма Цунц / Emma Zunz
- Дом Астерия / La casa de Asterión
- Вторая смерть / La otra muerte
- Deutsches Requiem / Deutsches Requiem
- Поиски Аверроэса / La busca de Averroes
- Заир / El Zahir
- Письмена Бога / La escritura del Dios
- Абенхакан эль Бохари, погибший в своём лабиринте / Abenjacán el Bojarí, muerto en su laberinto
- Два царя и два их лабиринта / Los dos reyes y los dos laberintos
- Ожидание / La Espera
- Человек на пороге / El hombre en el umbral
- Алеф / El Aleph

### Создатель / El Hacedor (1960)
- Создатель / El hacedor
- Dreamtigers/ Dreamtigers
- Диалог о диалоге / Diálogo sobre un diálogo
- Ногти / Las uñas
- Вещие зеркала / Los espejos velados
- Argumentum ornitologicum / Argumentum ornitologicum
- Пленник / El cautivo
- Подобье / El simulacro
- Делия Элена Сан-Марко / Delia Elena San Marco
- Диалог мёртвых / Diálogo de muertos
- Сюжет / La trama
- Задача / Un problema
- Жёлтая роза / Una rosa amarilla
- Свидетель / El testigo
- Мартин Фьерро / Martín Fierro
- Превращения / Mutations
- Притча о Сервантесе и Дон Кихоте / Parábola de Cervantes y del Quijote
- "Рай", песнь XXXI, стих 108 / Paradiso XXXI, 108
- Притча о дворце / Parábola del palacio
- Все и ничто / Everything and Nothing
- Рагнарёк / Ragnarök
- "Ад", песнь I, стих 32 / Inferno I, 32
- Борхес и я / Borges y yo

### Сообщение Броуди / El informe de Brodie (1970)
- Непрошеная / La intrusa
- Недостойный / El indigno
- История Росендо Хуареса / Historia de Rosendo Juárez
- Встреча / El encuentro
- Хуан Муранья / Juan Muraña
- Старшая сеньора / La señora mayor
- Поединок / El duelo
- Другой поединок / El otro duelo
- Гуаякиль / Guayaquil
- Евангелие от Марка / El evangelio según Marcos
- Сообщение Броуди / El informe de Brodie

### Книга песка / El libro de arena (1975)
- Другой / El otro
- Ульрика / Ulrica
- Конгресс / El congreso
- «There Are More Things» / There are more things
- Секта тридцати / La secta de los treinta
- Ночь даров / La noche de los dones
- Зеркало и маска / El espejo y la máscara
- Ундр / Undr
- Утопия усталого человека / Utopía de un hombre que está cansado
- Искушение / El soborno
- Авелино Арредондо / Avelino Arredondo
- Медаль / El disco
- Книга песка / El libro de arena
- Послесловие / Epílogo

### Память Шекспира / La memoria de Shakespeare (1983)
- 25 августа 1983 / Veinticinco de agosto de 1983
- Синие тигры / Tigres azules
- Роза Парацельса / La rosa de Paracelso
- Память Шекспира / La memoria de Shakespeare

## Сборники эссе

### Расследования / Inquisiciones (1925)
- Пролог / Prólogo
- Торрес Вьльяроэль (1693-1770) / Torres Villaroel (1693-1770)
- / La traducción de un incidente
- "Улисс" Джойса / El "Ulises" de Joyce
- После образов / Después de las imágenes
- Сэр Томас Браун /Sir Thomas Browne
- Слабость и величие Кеведо / Menoscabo y grandeza de Quevedo
- К определению Касиноса Ассенса/ Definición de Cansinos Assens
- / Ascasubi
- / La criolledad en Ipuche
- Интерпретация Сильвы Вальдес / Interpretación de Silva Valdés
- За пределом метафор / Examen de metáforas
- Нора Ланг / Norah Lange
- Пролог к "Вечерней улице" / Prólogo de "La calle de la tarde"
- Буэнос-Айрес / Buenos Aires
- / ... abreviatura de mi libro de versos y la compuse el novecientos veintiuno
- Небытие личности / La Nadería de la Personalidad
- Э. Гонсалес Лануса / E. González Lanuza
- Об Унамуно, поэте / Acerca de Unamuno, Poeta
- Перекрёсток Беркли / La Encrucijada de Berkeley
- Аннотации / Acotaciones
- / Manuel Maples Arce - Andamios interiores - México, 1922
- Рамон Гомес де ла Серна: Священная крипта кафе «Помбо» / Ramón Gómez de la Serna (La sagrada cripta de Pombo)
- Омар Хайям и Фицджеральд / Omar Jayám y Fitz Gerald
- / Queja de todo criollo
- Эррера и Рейссиг / Herrera y Reissig
- Об экспрессионизме / Acerca del expresionismo
- Альфред Фогтс - Вернер Хан - Вильгельм Клемм / Alfred Vogts - Werner Hahn - Wilhelm Klemm
- / Ejecución de tres palabras
- Предупреждения / Advertencias

### Земля моей надежды / El tamaño de mi esperanza (1926)
- История ангелов / Historia de los ángeles
- Порядок и новизна /

### Обсуждение / Discusión (1932)
- Одна из последних версий реальности / La penúltima versión de la realidad
- Суеверная этика читателя / La supersticiosa ética del lector
- Оправдание каббалы / Una vindicación de la cábala
- Оправдание Псевдо-Василида / Una vindicación del falso Basílides
- Допущение реальности / La postulación de la realidad
- Продолжительность Ада / La duración del infierno
- Повествовательное искусство и магия / El arte narrativo y la magia
- Поль Груссак / Paul Groussac
- Вечное состязание Ахилла и черепахи / La perpetua carrera de Aquiles y la tortuga
- Аватары черепахи / Avatares de la tortuga
- Несколько слов об Уолте Уитмене / El otro Whitman
- Оправдание «Бувара и Пекюше» / Vindicación de Bouvard et Pécuchet
- Флобер как образец писательского удела / Flaubert y su destino ejemplar
- Аргентинский писатель и традиция / El escritor argentino y la tradición
- Уэллс и притчи / H. G. Wells y las parábolas
- Эдвард Каснер и Джеймс Ньюмен «Математика и воображение» / Edward Kasner and James Newman. Mathematics and the imagination
- Джералд Хэрд «Страдание, биология и время» / Gerald Heard: Pain, Sex and Time
- Гилберт Уотерхауз «Краткая история немецкой литературы» / Gilbert Waterhouse: A short history of German literature
- М. Дэвидсон «Спор о свободе воли» / M. Davidson: The Free Will Controversy
- О дубляже / Sobre el doblaje
- Очередное превращение д-ра Джекила и Эдварда Хайда / El Dr. Jekyll y Edward Hyde, transformados
- Лесли Уэзерхед «После смерти» / Leslie D. Weatherhead: After death

### История вечности / Historia de la eternidad (1936)
- История вечности / Historia de la eternidad
- Кеннинги/ Las kenningar
- Метафора / La metáfora
- Учение о циклах / La doctrina de los ciclos
- Циклическое время / El tiempo circular
- Переводчики «Тысячи и одной ночи» / Los traductores de las mil y una noches
- Приближение к Альмутасиму / El acercamiento a Almotásim
- Искусство оскорбления / El arte de injuriar

### Новые расследования / Otras inquisiciones (1952)
- Стена и книги / La muralla y los libros
- Сфера Паскаля / La esfera de Pascal
- Цветок Колриджа / La flor de Coleridge
- Сон Колриджа / El sueño de Coleridge
- Время и Дж. У. Данн / El tiempo y J. W. Dunne
- Сотворение мира и Ф. Госс / La Creación y P. H. Gosse
- Тревоги доктора Америко Кастро / Las alarmas del doctor Américo Castro
- Наш бедный индивидуализм / Nuestro pobre individualismo
- Кеведо / Quevedo
- Скрытая магия в «Дон Кихоте» / Magias parciales del Quijote
- Натаниэль Готорн / Nathaniel Hawthorne
- Валери как символ / Valéry como símbolo
- Загадка Эдварда Фицджеральда / El enigma de Edward Fitzgerald
- Об Оскаре Уайлде / Sobre Oscar Wilde
- О Честертоне / Sobre Chesterton
- Ранний Уэллс / El primer Wells
- «Биатанатос» / El «Biathanatos»
- Паскаль / Pascal
- Аналитический язык Джона Уилкинса / El idioma analítico de John Wilkins
- Кафка и его предшественники / Kafka y sus precursores
- О культе книг / Del culto de los libros
- Соловей Китса / El ruiseñor de Keats
- Зеркало загадок / El espejo de los enigmas
- Две книги / Dos libros
- Комментарий к 23 августа 1944 года / Anotación al 23 de agosto de 1944
- О «Ватеке» Уильяма Бекфорда / Sobre el "Vathek" de William Beckford
- О книге «The Purple Land» / Sobre "The Purple Land"
- От некто к никто / De alguien a nadie
- Версии одной легенды / Formas de una leyenda
- От аллегорий к романам / De las alegorías a las novelas
- Несколько слов по поводу (или вокруг) Бернарда Шоу / Nota sobre (hacia) Bernard Shaw
- Отголоски одного имени / Historia de los ecos de un nombre
- Скромность истории / El pudor de la historia
- Новое опровержение времени / Nueva refutación del tiempo
- По поводу классиков / Sobre los clásicos
- Эпилог / Epílogo

## Поэтические сборники
- Красные ритмы / Los ritmos rojos (1918)
- Страсть к Буэнос-Айресу / Fervor de Buenos Aires (1923)
- Луна напротив / Luna de enfrente (1925)
- Сан-Мартинская тетрадка / Cuaderno San Martín (1929)
- Иной и прежний / El otro, el mismo (1964)
- В шести строках / Para las seis cuerdas (1965)
- Похвала тени / Elogio de la sombra (1969)
- Золото тигров / El oro de los tigres (1972)
- Сокровенная роза / La rosa profunda (1975)
- Железная монета / La moneda de hierro (1976)
- История ночи / Historia de la noche (1977)
- Адроге / Adrogué, с иллюстрациями Норы Борхес (1977)
- / La cifra (1981)
- Заговорщики / Los conjurados (1985)

## Антологии
- Персональная антология / Antología personal (1961)
- Новая персональная антология / Nueva antología personal (1968)
- Книга снов / Libro de sueños (1976)
- Тексты пленников / Textos cautivos (1986)
- Борхес у себя дома / Borges en el hogar (2000)

## Произведения, созданные в соавторстве
- Индекс американской поэзии / Índice de la poesía americana, антология в соавторстве с Висенте Уидобро y Альберто Идальго
- Классическая антология аргентинской литературы / Antología clásica de la literatura argentina (1937), в соавторстве с Педро Энрикес Уренья
- Антология фантастики / Antología de la literatura fantástica (1940), в соавторстве с Адольфо Биой Касаресом и Сильвиной Окампо
- Антология аргентинской поэзии / Antología poética argentina (1941), в соавторстве с Адольфо Биой Касаресом и Сильвиной Окампо
- Шесть загадок для дона Исидро Пароди / Seis problemas para don Isidro Parodi (1942), в соавторстве с Адольфо Биой Касаресом
  - Двенадцать знаков мироздания / Las doce figuras del mundo
  - Ночи господина Голядкина / Las noches de Goliadkin
  - Бог быков / El dios de los toros
  - Предусмотрительный Санджакомо / Las previsiones de Sangiácomo
  - Жертва Тадео Лимардо / La víctima de Tadeo Limardo
  - Долгие поиски Тай Аня / La prolongada busca de Tal An
- Компадрито / El compadrito (1945), антология текстов аргентинских авторов в соавторстве с Сильвиной Bullrich
- Две памятные фантазии / Dos fantasías memorables (1946), в соавторстве с Адольфо Биой Касаресом
- Образцовое убийство / Un modelo para la muerte (1946), в соавторстве с Адольфо Биой Касаресом
- Избранные сочинения / Obras escogidas (1948)
- Древние германские литературы / Antiguas literaturas germánicas (1951), в соавторстве с Делией Инхеньерос
- Язык Буэнос-Айреса / El idioma de Buenos Aires (1952), в соавторстве с Хосе Эдмундо Клементе
- Полное собрание сочинений / Obras completas (1953)
- Мартин Фьерро / El Martín Fierro (1953), в соавторстве с Маргаритой Герреро
- Поэзия гаучо / Poesía gauchesca (1955), в соавторстве с Адольфо Биой Касаресом
- Краткие и необычные рассказы / Cuentos breves y extraordinarios (1955), в соавторстве с Адольфо Биой Касаресом
- Рай верующих / El paraíso de los creyentes (1955), в соавторстве с Адольфо Биой Касаресом
- Леопольдо Лугонес / Leopoldo Lugones (1955), в соавторстве с Бетиной Эдельберг
- Окраина / Los orilleros (1955), в соавторстве с Адольфо Биой Касаресом
- Сестра Элоиза / La hermana Eloísa (1955), в соавторстве с Луизой Мерседес Левинсон
- Учебник фантастической зоологии / Manual de zoología fantástica (México, 1957), в соавторстве с Маргаритой Герреро
- Лучшие детективные истории / Los mejores cuentos policiales (1943 y 1956), в соавторстве с Адольфо Биой Касаресом
- Книга Рая и Ада / Libro del cielo y del infierno (1960), в соавторстве с Адольфо Биой Касаресом
- Введение в английскую литературу / Introducción a la literatura inglesa (1965), в соавторстве с Марией Эстер Васкес
- Средневековая немецкая литература / Literaturas germánicas medievales (1966), в соавторстве с Марией Эстер Васкес (исправленное и дополненное издание Древних германских литератур)
- Введение в североамериканскую литературу / Introducción a la literatura norteamericana (1967), в соавторстве с Эстелой Семборайн де Торрес
- Хроники Бустоса Домека / Crónicas de Bustos Domecq (1967), в соавторстве с Адольфо Биой Касаресом
  - Предисловие / Prólogo
  - Дань почтения Сесару Паладиону / Homenaje a César Paladión
  - Вечер с Рамоном Бонавеной / Una tarde con Ramóm Bonavena
  - В поисках абсолюта / En búsqueda del absoluto
  - Нынешний натурализм / Naturalismo al día
  - Каталог и анализ разнообразных сочинений Лумиса / Catálogo y análisis de los diversos libros de Loomis
  - Новый вид абстрактного искусства / Un arte abstracto
  - Теория группировок / El gremialista
  - Универсальный театр / El teatro universal
  - Новый вид искусства / Eclosiona un arte
  - Gradus ad Parnassum / Gradus ad Parnassum
  - Избирательный взгляд / El ojo selectivo
  - Чего нет, то не во вред / Lo que falta no daña
  - Этот многогранный Виласеко / Ese polifacético: Vilaseco
  - Наш мастер кисти: Тафас / Un pincel nuestro: Tafas
  - Гардероб I / Vestuario I
  - Гардероб II / Vestuario II
  - Новейший подход / Un enfoque flamante
  - Esse est percipi / Esse est percipi
  - Бездельники / Los ociosos
  - Бессмертные / Los inmortales
- Книга вымышленных существ / El libro de los seres imaginarios (1967), в соавторстве с Маргаритой Герреро
- Новая персональная антология / Nueva antología personal (1968)
- Предисловия / Prólogos (1975)
- Что такое буддизм? / ¿Qué es el budismo? (1976), в соавторстве с Аласией Хурадо
- Диалоги / Diálogos (1976), в соавторстве с Эрнесто Сабато
- Новые рассказы Бустоса Домека / Nuevos cuentos de Bustos Domecq (1977), в соавторстве с Адольфо Биой Касаресом
- Краткая англосаксонская антология / Breve antología anglosajona (1978), в соавторстве с Марией Кодама
- Полное собрание сочинений в соавторстве / Obras completas en colaboración (1979)
- Атлас / Atlas (1985), в соавторстве с Марией Кодама
- Тексты пленников / Textos cautivos (1986) — тексты, опубликованные в журнале «El hogar»

## Киносценарии
- Окраина / Los orilleros (1939), в соавторстве с Адольфо Биой Касаресом
- Рай для правоверных / El paraíso de los creyentes (1940), в соавторстве с Адольфо Биой Касаресом
- Вторжение/ Invasión (1969), в соавторстве с Адольфо Биой Касаресом и Уго Сантьяго
- Другие / Les autres (1972), в соавторстве с Уго Сантьяго